# Warren Garst
Warren Garst, född 4 december 1850 i Dayton, Ohio, död 5 oktober 1924, var en amerikansk republikansk politiker. Han var Iowas viceguvernör 1907–1908 och guvernör 1908–1909.
Garst var verksam som bankman i Iowa och inledde sin politiska karriär som ledamot av delstatens senat. År 1907 efterträdde Garst John Herriott som Iowas viceguvernör. Guvernör Albert B. Cummins avgick 1908 och efterträddes av Garst. Han efterträddes 1909 i sin tur som guvernör av Beryl F. Carroll.